# Colonia (Roma antică)
O colonie (latină colonia, plural coloniae) era inițial un avanpost roman stabilit pe teritoriul cucerit pentru a-l securiza. În cele din urmă termenul a ajuns să se refere la cel mai mare statut al unui oraș roman.
Potrivit lui Livius, primele colonii romane au fost create în jurul anului 752 î.Hr. la Antemnae și Crustumerium.